# Andreas Hartenfels
Andreas Hartenfels (né le 20 août 1966 à Bad Sobernheim) est un homme politique allemand (Alliance 90/Les Verts).

## Biographie
Hartenfels est un urbaniste et paysagiste indépendant avec son propre bureau d'urbanisme à Glan-Münchweiler (arrondissement de Kusel). Il est membre du conseil d'arrondissement de Kusel depuis 1996 et porte-parole du groupe parlementaire Alliance 90/Les Verts. Il est membre du Landtag de Rhénanie-Palatinat depuis 2011. Hartenfels est président de la commission de l'économie, de la protection du climat, de l'énergie et de l'aménagement du territoire et membre de la commission de l'environnement, de la sylviculture, de l'agriculture, de l'alimentation et de la viticulture. Au sein de son groupe parlementaire, il est le porte-parole politique pour l'environnement et la conservation de la nature, la construction/le logement et l'aménagement du territoire. Il est membre de la Commission d'enquête sur les finances municipales.